# Ітай Шехтер
Ітай Менахем Шехтер (івр. איתי מנחם שכטר, нар. 22 лютого 1987, Рамат-Ішай) — ізраїльський футболіст, нападник клубу «Маккабі» (Тель-Авів).
Виступав, зокрема, за клуби «Хапоель» (Тель-Авів), «Кайзерслаутерн» та «Нант», а також національну збірну Ізраїлю.

## Клубна кар'єра
Почав свою кар'єру в молодіжній команді «Хапоеля» з міста Хайфа, де в сезоні 1999/00 виграв молодіжний Кубок Ізраїлю для команд не старше 13 років. У 2001 році потрапив до академії клубу «Назарет-Ілліт» і 2005 року був переведений до першої команди.
Дебютував в ізраїльській Прем'єр-лізі у матчі проти «Ашдода» (1:2), вийшовши на заміну. Перший свій гол забив у грі проти «Маккабі» (Нетанья), що закінчилася поразкою з рахунком 1:3. За підсумками сезону 2005/06 Шехтер зіграв у 27 іграх чемпіонату і забив 3 голи, а команда посіла передостаннє 11 місце і вилетіла з вищого дивізіону. Втім Ітай залишився у Прем'єр-лізі і протягом 2006—2009 років захищав кольори клубу «Маккабі» (Нетанья).

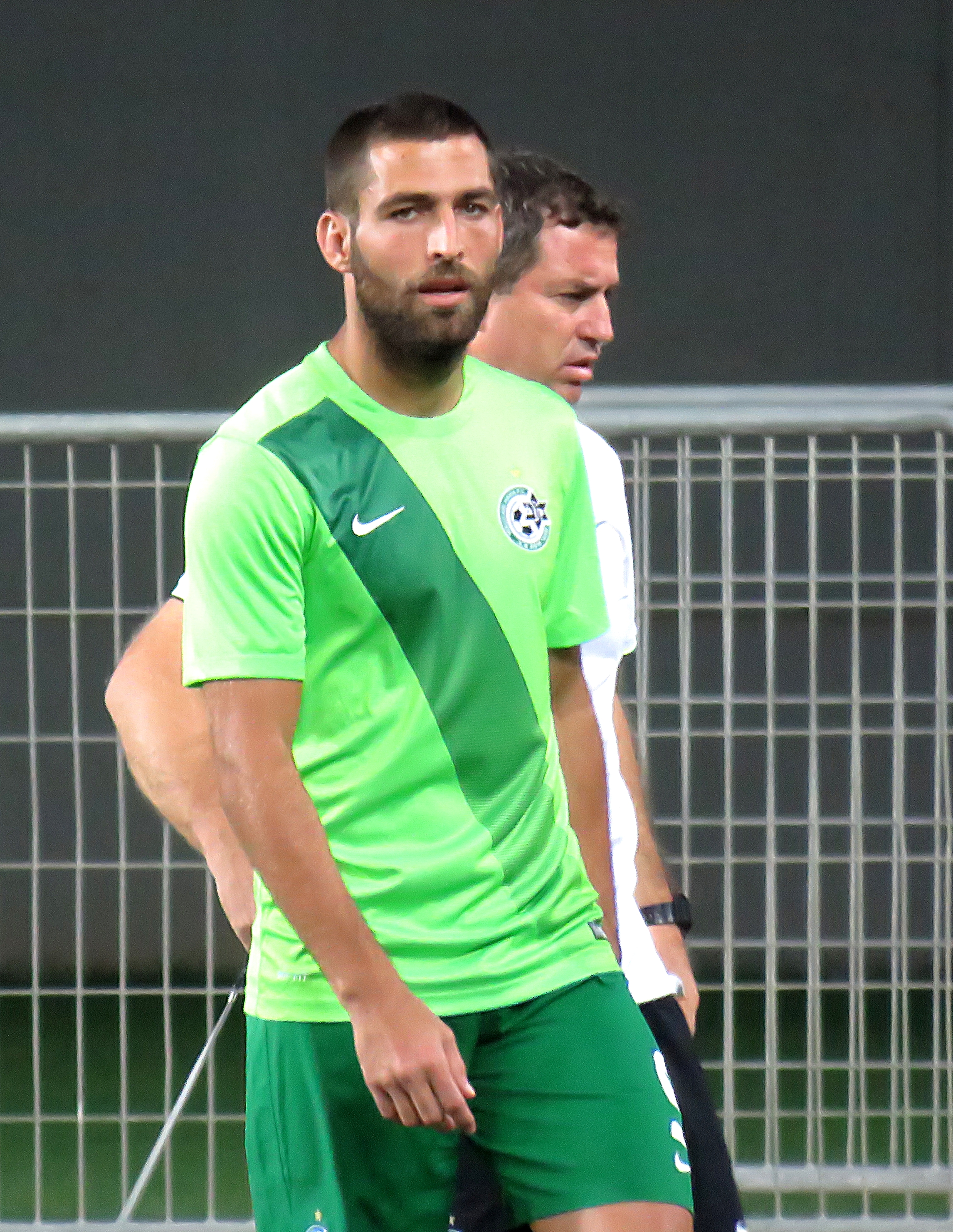
Ітай Шехтер під час виступів за «Маккабі» (Хайфа). 2015 рік.

23 липня 2009 року Шехтер перейшов у «Хапоель» (Тель-Авів) за 500 тисяч доларів, підписавши ігровий контракт до 2014 року. 18 серпня 2010 року Шехтер отримав жовту картку в матчі кваліфікації Ліги чемпіонів УЄФА проти команди «Ред Булл» Зальцбург за те, що під час святкування забитого ним гола дістав кіпу з кишені шорт і надів її на голову, здійснюючи молитву за юдейським звичаєм. Даний вчинок привернув в Ізраїлі загальну увагу до футболіста, а в пресі даний вчинок футболіста був інтерпретований навіть як символ перемоги юдаїзму над нацизмом Австрії в її недавньому минулому. Втім згодом стало відомо, що кіпу йому подарував хворий раком фанат «Хапоеля». Всього нападник відіграв за команду з Тель-Авіва два сезони своєї ігрової кар'єри. Більшість часу, проведеного у складі тель-авівського «Хапоеля», був основним гравцем атакувальної ланки команди і одним з головних бомбардирів команди, маючи середню результативність на рівні 0,58 гола за гру першості. За цей  час нападник виграв з командою одне чемпіонства і два національних кубка.
7 липня 2011 року за 2,5 млн. євро перейшов у німецький «Кайзерслаутерн», у складі якого за сезон провів 23 матчі в Бундеслізі, але забив лише 3 голи, а команда посіла 18 місце і покинула вищий дивізіон, після чого ізраїльтянин був відданий в оренду в валлійський «Свонсі Сіті», за який протягом наступного сезону зіграв у 18 іграх англійської Прем'єр-ліги і забив лише 1 гол, а також виграв з командою Кубок Футбольної ліги, хоча у фінальній грі на поле не виходив.
13 червня 2013 року Шехтер повернувся до «Хапоеля» (Тель-Авів), який заплатив німецькому клубу за гравця 500. тис євро, в 5 разів менше, ніж сумма, за яку гравець переходив до «Кайзерслаутерна» рівно два роки тому. Провівши на батьківщині лише пів року, вже у січні 2014 року Ітай був відданий в оренду у французький «Нант», який влітку викупив контракт гравця.
На початку 2015 року Шехтер повернувся на батьківщину і півтора сезони грав за «Маккабі» (Хайфа), а потім ще три сезони виступав за «Бейтар» (Єрусалим).
24 травня 2018 року Шехтер підписав контракт із «Маккабі» (Тель-Авів), вигравши два поспіль чемпіонства. Станом на 15 грудня 2020 року відіграв за тель-авівську команду 72 матчі в національному чемпіонаті.

## Виступи за збірні
2005 року дебютував у складі юнацької збірної Ізраїлю (U-18), загалом на юнацькому рівні взяв участь у 22 іграх, відзначившись 15 забитими голами.
Протягом 2006—2008 років залучався до складу молодіжної збірної Ізраїлю. На молодіжному рівні зіграв у 16 офіційних матчах, забив 5 голів і став переможцем Турніру пам'яті Валерія Лобановського 2007 року, забивши один з голів у фіналі в ворота однолітків з Сербії (2:0).
1 квітня 2009 року дебютував в офіційних іграх у складі національної збірної Ізраїлю в матчі проти збірної Греції у рамках кваліфікації до ЧС-2010. Свій перший гол за національну збірну він забив 9 жовтня 2010 року в матчі проти збірної Хорватії у рамках кваліфікації до Євро-2012.

## Титули і досягнення
- Чемпіон Ізраїлю (3):

«Хапоель» (Тель-Авів): 2009-10
«Маккабі» (Тель-Авів): 2018-19, 2019-20
- Володар Кубка Ізраїлю (4):

«Хапоель» (Тель-Авів): 2009-10, 2010-11
«Маккабі» (Тель-Авів): 2020-21
«Хапоель» (Беер-Шева): 2021-22
- Володар Кубка Тото (2):

«Маккабі» (Тель-Авів): 2019-20, 2020
- Володар Суперкубка Ізраїлю (3):

«Маккабі» (Тель-Авів): 2019, 2020
«Хапоель» (Беер-Шева): 2022
- Володар Кубка англійської ліги (1):

«Свонсі Сіті»: 2012-13